# Babiloni matematika

Ékírással írt babiloni számok 1-től 59-ig

A babiloni matematika hatvanas számrendszert alkalmaz, aminek alapja a 60-as szám. A rendszer kifejlesztői az ókori sumerok. A számokat tízes csoportokban írták le. Helyiértékes jelölést alkalmaztak, de a nulla fogalmát nem tekintették önálló számnak.

## Története
Valamikor az i. e. 2. évezred előtt alakult ki, az ebből származó agyagtáblákon a számok négyzetei szerepelnek 1-től 59-ig, és minden szám köbe 1-től 32-ig.
Mivel az agyagtábláknak csak kisebb része maradt fenn, és azoknak is csak egy részét fordították le, ezért a babiloni matematikára vonatkozó ismereteink hiányosak. A matematikát eleinte csak gyakorlati célokra használták: árucikkek darabszámának feljegyzésére, az értük járó pénz kiszámítására, stb. Később geometriai, algebrai feladatokat oldottak meg vele. A babiloni csillagászat is hatvanas számrendszert használt.
A babiloni matematikusok képesek voltak számokat összeadni, kivonni, szorozni, osztani. Számításaikhoz segédtáblázatokat vettek igénybe, amik például tartalmazták a számok négyzeteit 1-től 59-ig, továbbá a 80, 90, 100, 200, 225 négyzeteit. Volt reciprok táblázatuk (mivel az osztás kivitelezéséhez a reciprokkal való szorzást alkalmazták). Létezett a számok köbét tartalmazó táblázatuk. Létezett továbbá a számok négyzetgyökét és köbgyökét tartalmazó táblázatuk is. A négyzet- és köbszámok összegeit tartalmazó táblázatokkal is rendelkeztek. Ha egy számérték nem volt megtalálható a táblázatban, a gyök közelítéséhez interpolációs módszert alkalmaztak, ami átlagoláson és osztáson alapult. A módszer elég gyors volt, öt iteráció után 26 decimális jegynyi pontossággal megkaphatták a keresett értéket.

## Alkalmazása

### Aritmetika
Két szám szorzatának kiszámítása:
- összeadták a két számot és a táblázatban megnézték a négyzetét
- kivonták a két számot és a táblázatban megnézték a négyzetét
- a két négyzetszámot kivonták egymásból
- az eredményt elosztották 4-gyel

Mai jelöléssel:
a×b = (1/4) [(a + b)2 – (a – b)2]
Két szám osztása:
- az osztónak megnézték a reciprokát a táblázatban
- a reciprokkal megszorozták az osztandót

Mai jelöléssel: a / b = a × 1/b

### Algebra
Algebrai jelölés nélkül oldották meg az algebrai feladatokat. Kidolgozott algoritmusokkal rendelkeztek, amik lépésről-lépésre való végrehajtásával az adott feladat megoldható volt. Ez akár másodfokú egyenletek megoldását is jelentette.
Olyan számhármasokat tartalmazó táblázataik voltak (már i. e. 1700 körül), ami alapján feltételezhető, hogy ismerték a később Pitagorasz-tétel néven ismertté vált összefüggést a derékszögű háromszög oldalainak hossza között. Ismerték a 2 négyzetgyökének közelítő értékét.

### Geometria
Képesek voltak derékszögű vagy egyenlő szárú háromszög, egyenlő szárú trapéz területét kiszámítani.
Sok szakértő szerint a kör 360 fokra való felosztása a babiloniaktól származik, és a 60-as számrendszer alkalmazásából ered (6×60).

## Érdekesség
Érdemes megemlíteni, hogy Püthagorasz, amikor Egyiptomban járt, Kambúdzsija perzsa király fogságába esett, és Babilonba került, ahol megismerkedett a babiloni matematikával és zeneelmélettel. Később kiszabadult és Görögországban megalakította Püthagoreus-iskoláját.